# Satanás (novela)
Satanás es una novela del escritor colombiano Mario Mendoza, publicada a finales de 2002. En ella se construyen tres historias alrededor de un hecho real ocurrido el 4 de diciembre de 1986. Un exmilitar de la Guerra de Vietnam llamado Campo Elías Delgado asesinó a sangre fría a 30 personas en un lujoso restaurante de Bogotá, a varios de los residentes del edificio donde vivía y luego se suicidó o posiblemente fue asesinado por la policía. Se cuenta la vida del asesino y de tres de sus ficticias víctimas. Fue llevada al cine en 2007 con la película Satanás, de Andrés Baiz.

## Argumento
Se cuentan las vidas de cuatro personas: María, Andrés, Ernesto y Campo Elías. Al final las cuatro historias se unirán y terminarán en el mismo lugar.

### La vida de María
María es una pobre mujer joven a que se gana la vida vendiendo café y agua aromática en una plaza de mercado de Bogotá, aguantando los insultos de varios vendedores y el acoso de un carnicero. Pablo y Alberto, amigos de María, le proponen a María hacerse pasar por una hermosa mujer para que seduzca y les ayude a robar a ricos ejecutivos de Bogotá. Ésta, sin pensarlo dos veces, acepta y es trasladada de una horrible pensión a un apartamento en el sector de Chapinero en Bogotá. Una vez se hace un "triple kill" inicia su trabajo estando en bares de la clase alta de la ciudad, donde disimuladamente es acompañada por Pablo y Alberto. Ella se deja seducir por los ejecutivos creídos y superficiales y en un descuido de estos hunde una pastilla de escopolamina.
Cuando la droga hacía efecto, el ejecutivo era secuestrado por Pablo y Alberto y le hacían un llamado "paseo millonario"; es decir pasear hasta un cajero y hacerle decir las claves de las tarjetas para sacarle dinero. Una noche después de cumplir su labor, María es secuestrada por un taxista y su cómplice quienes la violan en un potrero y la abandonan en el una vez cometido su crimen. Ayudada por Pablo y Alberto, María contrata a varios asesinos quienes a sangre fría asesinan a los violadores. María decide retirarse y conoce a una mujer llamada Sandra y ambas se convierten en amigas y amantes. Invitada por el sacerdote Ernesto se dirige al restaurante Pozetto.

### La vida de Andrés
Andrés es un joven y exitoso pintor de Bogotá, sobrino del sacerdote Ernesto. Durante varios días empieza a pintar sucesos que pasan a los días siguientes y pinta con gran habilidad varias réplicas de artistas como Caravaggio, Picasso, etc. Al ser supuestamente habitado por fuerzas oscuras (que días después pintó eventos macabros) pide ayuda a su tío. Tras vivir una gran melancolía decide iniciar una nueva vida, Andrés por la invitación del padre Ernesto  también se dirige al restaurante Pozzetto.

### La vida ficticia de Campo Elías Delgado
Campo Elías Delgado es un exsoldado de los Estados Unidos quien años después de la guerra se dedica a dar clases privadas de inglés. Delgado vive con su madre quien siente odio y desprecio por su hijo debido a la vida prácticamente fracasada de él; no era casado, ni tenía hijos y siempre él la culpaba del suicidio de su padre. En su diario, Campo Elías siente odio, cansancio y desprecio hacia todos los que lo rodean; sus compañeros de la Pontificia Universidad Javeriana en especial las mujeres quienes tienen gustos extremadamente elitistas. Campo Elías se resiente más cuando su vecina Beatriz le pide una colecta para los desplazados por la violencia en Colombia y el hombre la rechaza de un modo obsceno. Por esto la gente cercana a su lugar de residencia lo rechaza al saber de su acción. Campo Elías siente amor por su alumna de clase alta Maribel, quien tiene 15 años y le regaló la obra de Robert Louis Stevenson El extraño caso del Dr. Jekill y Mr. Hyde. Siente más odio tener fallidamente sexo con una prostituta llamada Valeria en un Burdel de la ciudad tan solo ver que la habitación no era higiénica, también intenta contratar a un asesino para que matase a su madre pero el precio que pide el asesino es altísimo que Campo Elías lo rechaza. A pesar de ser ateo Campo Elías va a una Iglesia para desahogarse y se reúne con el padre Ernesto. Cuando Campo Elías siente que el día esperado por fin ha llegado y estando hastiado de la vida se prepara para convertirse en un ángel exterminador. Campo Elías tras estar varios días encerrado en su habitación, se da una ducha y tras vestirse formalmente se dirige primero al banco para retirar todo su dinero y cancelar su cuenta a pesar de discutir con el cajero, el cual redondeo el valor final, alterando así a Campo Elías quien exigió de inmediato la devolución, cuando se fue volvió y la mato, de sus 7 centavos; luego va a casa de Maribel donde amordaza a la madre de la joven e intenta violarla, luego, se dirige a la habitación de su alumna donde la amarra, la besa en repetidas ocasiones para finalmente propinarle 22 puñaladas que acabaron con la vida de la joven; se cambia la ropa manchada de sangre y se pone un traje formal perteneciente al fallecido padre de Maribel. Más tarde Campo Elías se dirigió a su residencia donde asesina a su propia madre tras una discusión, le propina 4 puñaladas, un fuerte golpe en la cabeza; baño el cuerpo en gasolina y le prendió fuego, el cual a su vez incendio el apartamento. Tiempo después de matar a todos los que se encontraba en el camino, entre ellos su vecina Beatriz, asesina a dos alumnas universitarias tras llamar a los bomberos por el incendio de su apartamento. Se dirige caminando al restaurante Pozzetto donde pide una cena costosa y tras terminar se dirige al baño donde carga su revólver y asesina a los comensales del restaurante, incluyendo a los tres anteriores personajes y sus acompañantes. Aparecen un poco de policías y empiezan a disparar en desorden sin fijar a un objetivo determinado. El soldado se pone de pie y abre los en brazos en cruz, sin defenderse, sin oponer resistencia. Campo Elías en un último movimiento ritual y de ceremonia se lleva el revólver a la cabeza  y se suicida con ella.

### Ernesto
Un sacerdote honesto, sencillo y muy dedicado a su oficio. Abandona el sacerdocio para pasar el resto de su vida con Irene, su enamorada y asistente personal. Es también víctima de la Masacre.

## Personas
- Campo Elías Delgado: El antagonista de la novela. Exsoldado de la Guerra de Vietnam, resentido social y asqueado de su vida, da muerte a varias personas en la Masacre de Pozzetto.
- María: Una joven mujer que roba a altos ejecutivos de Bogotá. Es huérfana debido al asesinato de su madre por la guerrilla y la desaparición de su padre y hermana. María es violada por dos delincuentes de quienes se venga más tarde. Fue víctima en la Masacre de Pozzetto.
- Andrés: Un joven pintor bogotano habitado por fuerzas oscuras, por lo que pinta eventos de la vida real. Es sobrino del padre Ernesto y víctima de la Masacre de Pozzetto.
- Ernesto: Un sacerdote honesto, sencillo y muy dedicado a su oficio. Abandona el sacerdocio para pasar el resto de su vida con Irene, su enamorada y asistente personal. Es también víctima de la Masacre.
- Sandra: Vecina de María; termina convirtiéndose en la pareja de María después de conocerla y le ofrece que vivan juntas.
- Irene: Asistente personal del padre Ernesto. Se enamora de él y muere junto a él en la Masacre.
- Pablo: Lamigo de María. Está enamorado de ella y le ayuda a cumplir su venganza.
- Alberto: Compañero de Pablo. Es más inteligente y con muchas influencias.
- Blanca: Madre de Campo Elías. A pesar de que lo ama, siente odio hacia él por su vida fracasada y él la odia también, culpándola del suicidio de su padre. Muere asesinada por su hijo.
- Maribel: Alumna de Campo Elías, quien está enamorado de ella. Es una joven inteligente y rica. Es violada y asesinada por Campo Elías. En la vida real su nombre era Claudia.
- Matilde: Madre de Maribel, también asesinada por Campo Elías.
- Adolescente: Una joven poseída que seduce al sacerdote Ernesto. Sabiendo ya muchas cosas del padre Ernesto y sin él poder hacer nada, deja el caso de ella así después de decir que el padre Ernesto moriría y renunciaría al sacerdocio. Asesina a su madre y a su empleada, y su destino es incierto.
- Angélica expareja de Andrés, la cual tuvo amargos momentos a causa de su separación. Fue diagnosticada con una enfermedad de transmisión sexual.

## Inspiración
Mario Mendoza fue compañero de Campo Elías Delgado en la Pontificia Universidad Javeriana con quien había cruzado palabras en distintas ocasiones, sobre todo horas antes de la masacre donde el asesino había reclamado su diploma en Lenguas Modernas. Cumplidos 20 años de la Masacre, Mario Mendoza había recibido enormes críticas positivas a su obra sobre todo al comentar la vida ficticia de 4 víctimas de Pozzetto lo cual inspiraría la trama. El título Satanás viene de las tentaciones en las que cada personaje cae; la lujuria, la codicia, la avaricia, la pereza etc. Sobre todo el título hace referencia a Campo Elías tras amargarse de su propia vida da muerte a varias personas. Un destino inesperable por la realidad y lo maligno.

## Cuadros mencionados

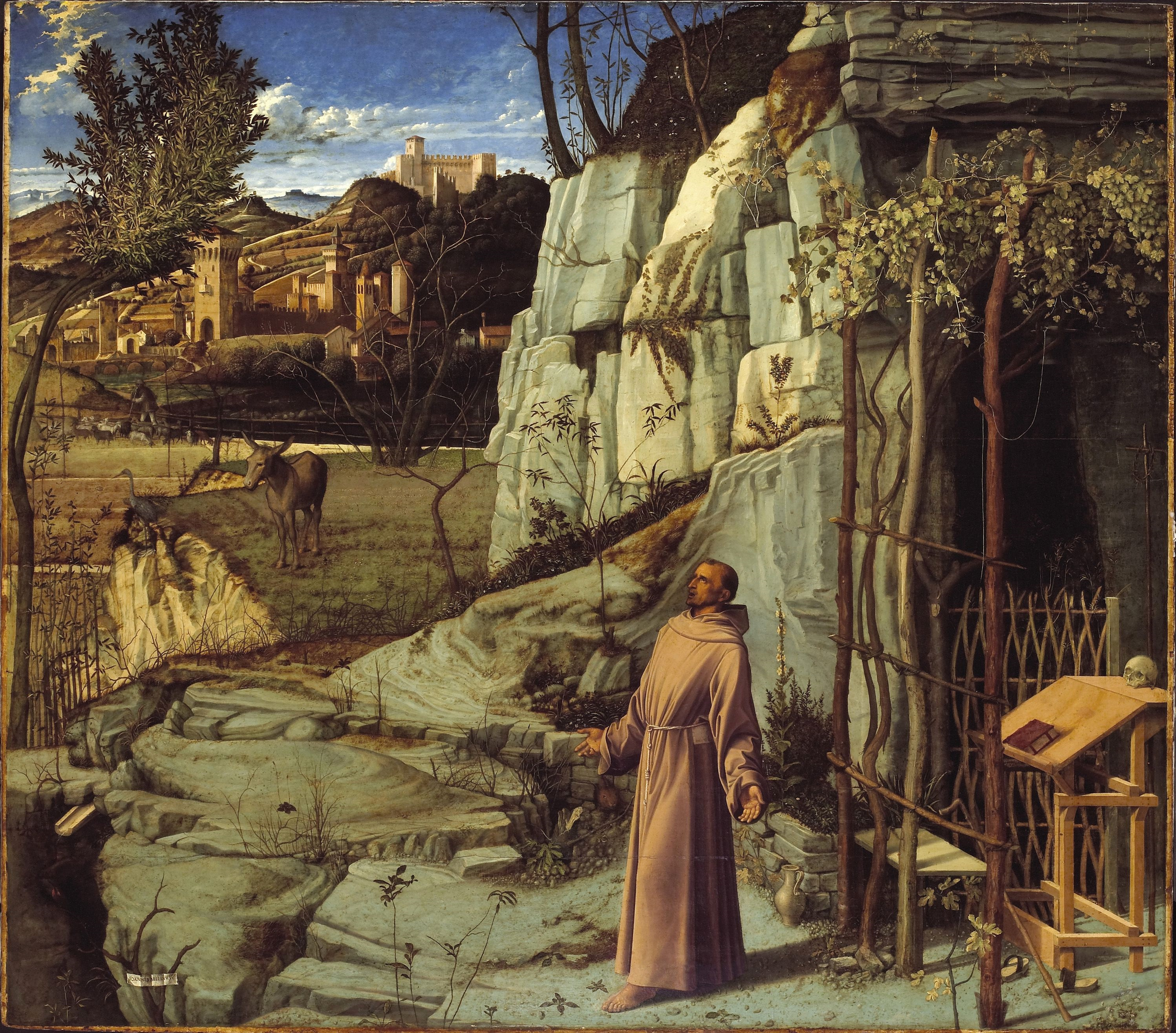
San Francisco en éxtasis
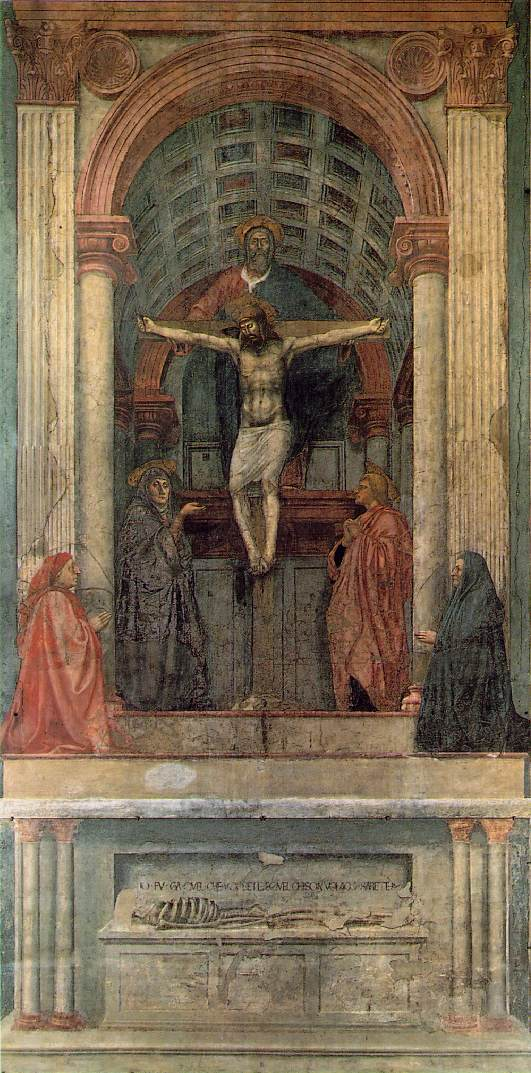
Trinidad (Masaccio)
- Archivo:Amen
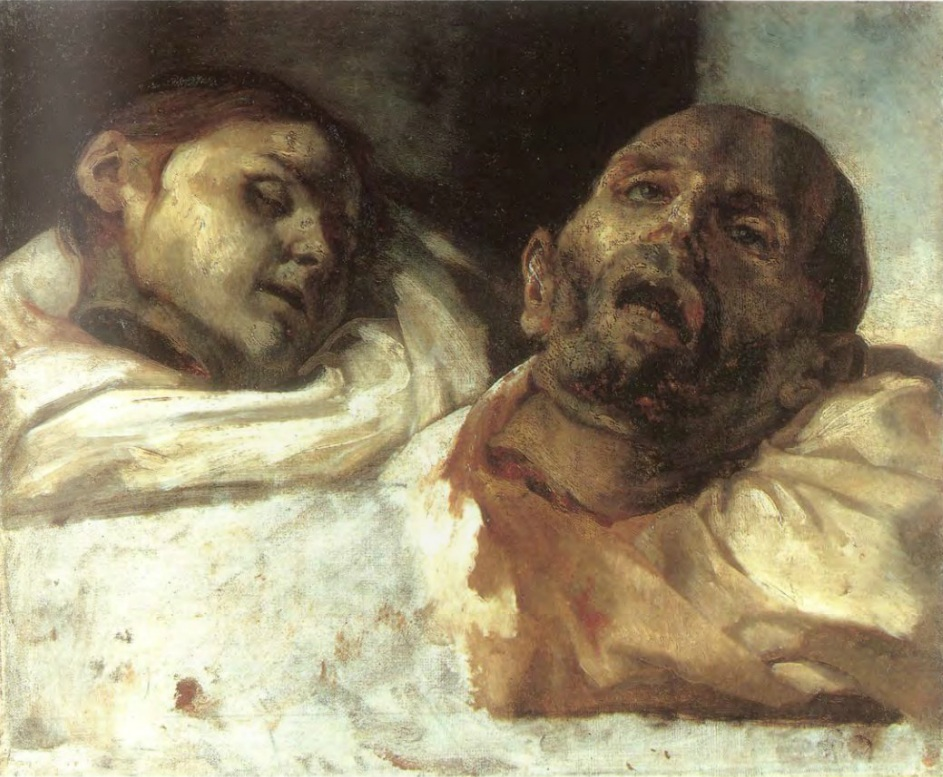
Estudio de dos cabezas cortadas
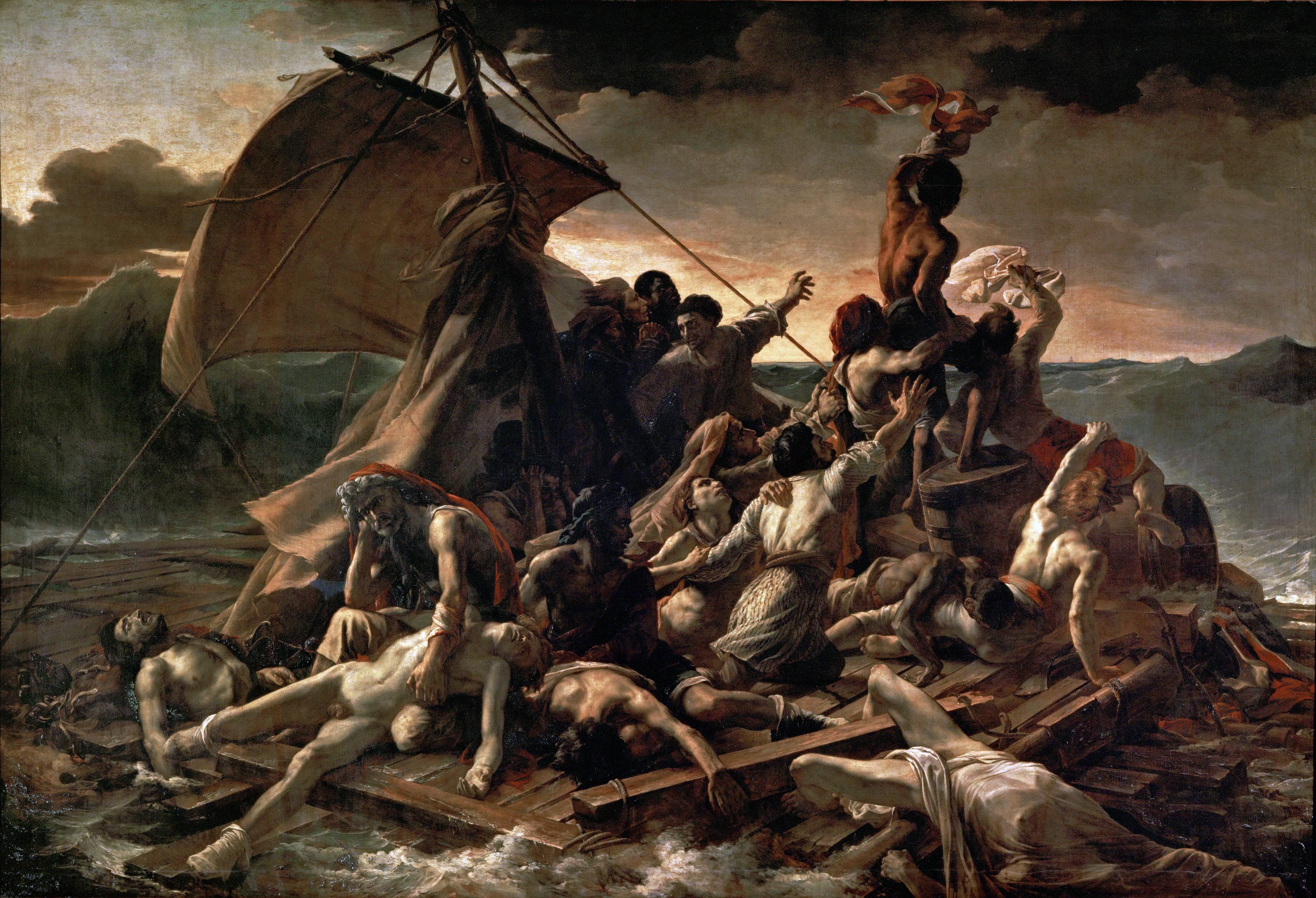
La balsa de la Medusa
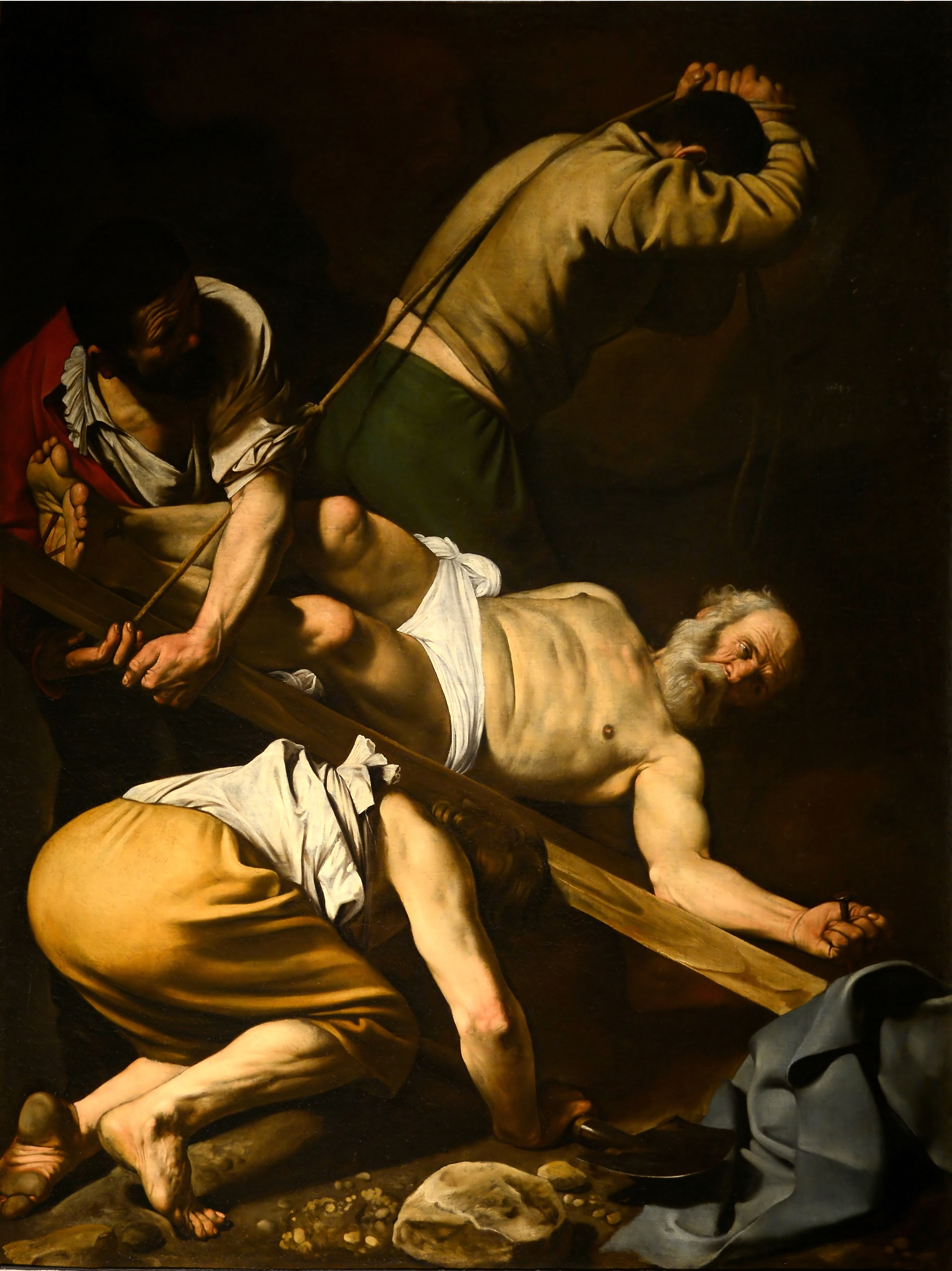
Crucifixión de San Pedro (Caravaggio)

## Película
La película de Andrés Baiz se caracteriza por recrear los eventos mencionados en el libro, exceptuando personajes como Andrés y la adolescente, y muestra la personalidad de Campo Elías (Eliseo en la película), haciendo ver al espectador la psique del personaje haciendo analizar que lo impulsaría a cometer la masacre. Además, varios nombres son cambiados a excepción del sacerdote Ernesto y la escena de la masacre, es decir, el restaurante Pozzetto, la cual es rodada en otro restaurante italiano en el centro histórico de Bogotá.